# Thierry Claveyrolat
Thierry Claveyrolat (La Tronche, 31 de marzo de 1959 - Notre-Dame-de-Mésage, 7 de septiembre de 1999), apodado "L'Aigle de Vizille", fue un ciclista francés, profesional entre los años 1983 y 1994, durante los cuales logró 28 victorias.
Era un especialista en las etapas de montaña. Logró ganar la clasificación de la montaña en multitud de carreras, como la Volta a Cataluña, la Bicicleta Vasca, el Dauphiné Libéré o el Midi Libre, y finalmente también en el Tour de Francia. Otros resultados importantes fueron el 2.º lugar en el Campeonato de Francia en 1991 y el 5.º en el Campeonato del Mundo en 1989.
Se suicidó en 1999 de un disparo como consecuencia de una depresión adquirida al ser responsable de un accidente de tráfico en el que una familia de cuatro personas resultó gravemente herida.

## Palmarés
| 1986 - 2 etapas del Dauphiné Libéré 1987 - 1 etapa del Dauphiné Libéré 1989 - 1 etapa del Dauphiné Libéré - 2 etapas de la Volta a Cataluña - 2 etapas de la Bicicleta Eibarresa - Tour de Limousin, más 1 etapa - Gran Premio La Marsellesa 1990 - Bicicleta Eibarresa, más 2 etapas - Polynormande - 1 etapa del Dauphiné Libéré - 1 etapa del Tour de Francia y clasificación de la montaña | 1991 - 1 etapa del Tour de Francia - 2.º en el Campeonato de Francia en Ruta 1993 - Gran Premio de Plouay - Copa de Francia - Tour de Haut-Var - Trofeo de los Escaladores |

## Resultados en Grandes Vueltas
Durante su carrera deportiva ha conseguido los siguientes puestos en las Grandes Vueltas:
| Carrera         | 1983 | 1984 | 1985 | 1986 | 1987 | 1988 | 1989 | 1990 | 1991 | 1992 | 1993 | 1994 |
| --------------- | ---- | ---- | ---- | ---- | ---- | ---- | ---- | ---- | ---- | ---- | ---- | ---- |
| Giro de Italia  | -    | -    | -    | -    | -    | -    | -    | -    | -    | -    | -    | -    |
| Tour de Francia | -    | -    | 29.º | 17.º | Ab.  | 23.º | Ab.  | 21.º | 27.º | 33.º | 28.º | -    |
| Vuelta a España | -    | -    | -    | -    | -    | -    | 65.º | -    | Ab.  | -    | -    | -    |
| Mundial en Ruta | -    | -    | -    | -    | -    | -    | 5º   | 38.º | Ab.  | 13.º | Ab.  | -    |